# مفكوك متعدد الأقطاب
مفكوك متعدد الأقطاب هو عبارة عن متسلسلة رياضية تمثل دالة تعتمد على الزوايا، عادةً الزاويتان الممثلتان على الإحداثيات الكروية، هذه السلاسل مفيدة لأنها يمكن أن يتم اقتطاعها في كثير من الأحيان، مما يعني أنه لا يجب الاحتفاظ إلا بالعبارات القليلة الأولى تقريبًا جيدًا للوظيفة الأصلية، قد تكون الوظيفة التي يتم توسيعها معقدة بشكل عام، كثيرا ما تستخدم توسعات Multipole في دراسة المجالات الكهرومغناطيسية والجاذبية، حيث يتم إعطاء الحقول في النقاط البعيدة من حيث المصادر في منطقة صغيرة، غالبا ما يتم الجمع بين توسع متعدد الأقطاب مع الزوايا مع توسع في نصف القطر. مثل هذه المجموعة تعطي توسيعا تصف وظيفة في الفضاء ثلاثي الأبعاد. [1]
يتم التعبير عن توسيع متعدد الأوتار كمجموع مصطلحات ذات ميزات زاويّة أدق تدريجيًا. على سبيل المثال ، المصطلح الأولي - الذي يطلق عليه اسم zeroth ، أو monopole ، لحظة - هو ثابت ومستقل عن الزاوية، يختلف المصطلح التالي - الأول ، أو ثنائي القطب ، مرة واحدة من الإيجابية إلى السلبية حول الكرة.
```
تختلف مصطلحات الرتبة الأعلى (مثل الأربع أضعاف والثماني أقطاب) بسرعة أكبر مع الزوايا. [1] عادة ما تشتمل لحظة متعددة الأقطاب على القوى (أو القوى العكسية) للمسافة إلى الأصل ، بالإضافة إلى بعض الاعتماد الزاوي.
```

يوفر توسع متعدد الأقطاب من حيث المبدأ، وصفاً دقيقاً للإمكانات ويتقارب عموماً تحت شرطين: (1) إذا كانت المصادر (مثل الشحن) مترجمة محلياً بالقرب من الأصل، والنقطة التي يلاحظ عندها احتمال بعيد عن المصدر، أو (2) في الاتجاه المعاكس، أي إذا كانت المصادر بعيدة عن المصدر ويتم ملاحظة الإمكانات بالقرب من الأصل
في الحالة الأولى (الأكثر شيوعًا)، تُعرف معاملات توسع السلسلة بلحظات التكاثف الخارجية أو ببساطة لحظات متعددة ، بينما تسمى في الحالة الثانية لحظات تعدد الإرسال الداخلي.
يُطلق على المصطلح الأول (مصطلح zeroth-order) في توسع متعدد الأطوار لحظة العزم أحادي القطب، ويسمى المصطلح الثاني (الترتيب الأول) بعزم ثنائي القطب، أما الثلث (الترتيب الثاني) فيطلق عليه لحظة الرباعية، وهي الرابعة يسمى مصطلح (الترتيب الثالث) لحظة octupole، ويسمى المصطلح الخامس (الترتيب الرابع) لحظة hexadecapole. وبالنظر إلى محدودية بادئات الأرقام اليونانية ، فإن مصطلحات الترتيب الأعلى تُسمى تقليديًا بإضافة "-pole" إلى عدد الأقطاب - على سبيل المثال ، 32 قطبًا (نادرًا dotriacontapole أو triacontadipole) و 64 قطبًا (نادرًا tetrahexacontapole أو hexacontatetrapole).
تطبيقات:
تستخدم توسعات Multipole على نطاق واسع في المشاكل المتعلقة بمجالات الجاذبية لأنظمة الكتل والمجالات الكهربائية والمغناطيسية للشحن والتوزيعات الحالية، وانتشار الموجات الكهرومغناطيسية. مثال تقليدي هو حساب لحظات التكاثف الخارجية للنواة الذرية من طاقات تفاعلها مع الأجزاء المتعددة الداخلية للمدارات الإلكترونية. تشير لحظات تعدد النوى في النواة إلى توزيع الشحنات داخل النواة، وبالتالي على شكل النواة. غالباً ما يكون اقتطاع توسع متعدد الأقطاب إلى أول فترة غير صفرية مفيداً للحسابات النظرية.
تعد توسعات مولتيبول مفيدة أيضًا في عمليات المحاكاة الرقمية، وتشكل أساس طريقة Multipole Fast Methodol [7] من Greengard و Rokhlin، وهي تقنية عامة للحوسبة الفعالة للطاقات والقوى في أنظمة الجسيمات المتفاعلة. الفكرة الأساسية هي تحليل الجسيمات إلى مجموعات. تتفاعل الجسيمات داخل المجموعة بشكل طبيعي (بمعنى، بالإمكانات الكاملة)، في حين يتم حساب الطاقات والقوى بين مجموعات الجسيمات من لحظات مضاعفة. إن كفاءة طريقة مضاعفة السرعة تشبه عادةً طريقة تجميع إيوالد، ولكنها تتفوق إذا تم تجميع الجسيمات ، أي أن النظام له تقلبات كثافة كبيرة.